# Christina Nilsson
Christina Nilsson (20 de agosto de 1843 – 20 de noviembre de 1921) fue una célebre soprano sueca. Miembro de la Academia Real de Música, poseía una brillante técnica de bel canto que rivalizó en su época con Adelina Patti.

## Trayectoria
Nacida Kristina Jonasdotter en Smaland, hija de los campesinos Jonas Nilsson y Cajsa-Stina Månsdotter fue descubierta por un mentor que permitió su desarrollo vocal. 
En 1860 dio conciertos en Estocolmo y tras cuatro años de estudio en París debutó como Violetta en La traviata de Verdi.
Cantó en San Petersburgo, el Covent Garden de Londres, Viena y Nueva York para la inauguración oficial del Metropolitan Opera en 1883 como Margarita de Fausto. En la gala de conmemoración del centenario del teatro en 1983, su compatriota Birgit Nilsson cerró las celebraciones homenajeándola con su canción preferida.
Casada con el banquero francés Auguste Rouzaud, enviudó en 1882, volvió a casarse con Ángel Ramón María Vallejo y Miranda, conde de Casa Miranda, por lo que al final de sus días era llamada "Condesa Casa Miranda".
Es mencionada en la novela Ana Karenina de León Tolstói y en La edad de la inocencia de Edith Wharton. 
Se cree que el personaje de Christine Daaé de El fantasma de la ópera de Gastón Leroux está inspirado en ella.
No dejó grabaciones.

## Curiosidades
El Christina Nilsson - U.S. registro 125293 - también fue un barco que naufragó en 1885 en los Grandes Lagos.

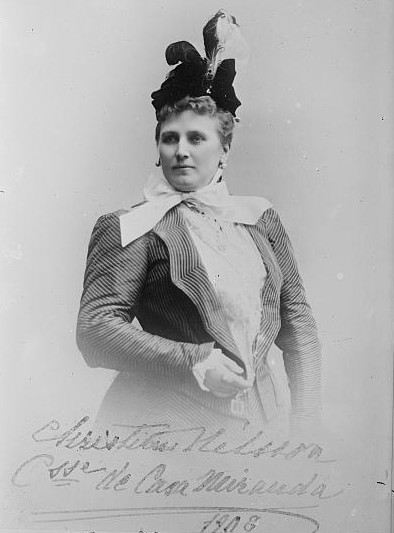
Christina Nilsson, 1908.